# Jonval-Turbine

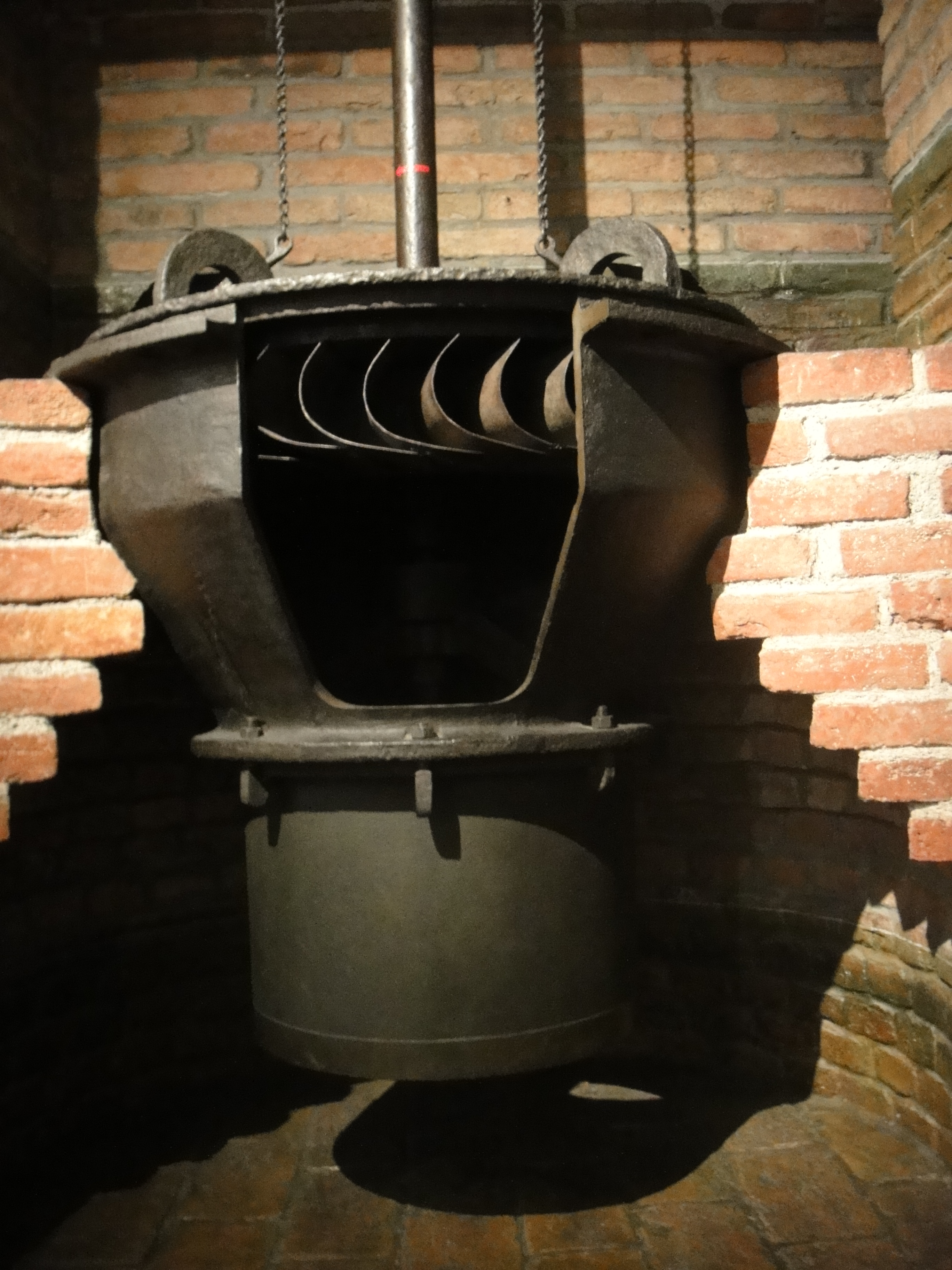
Henschel-Jonval-Turbine von 1840 im Deutschen Museum, München

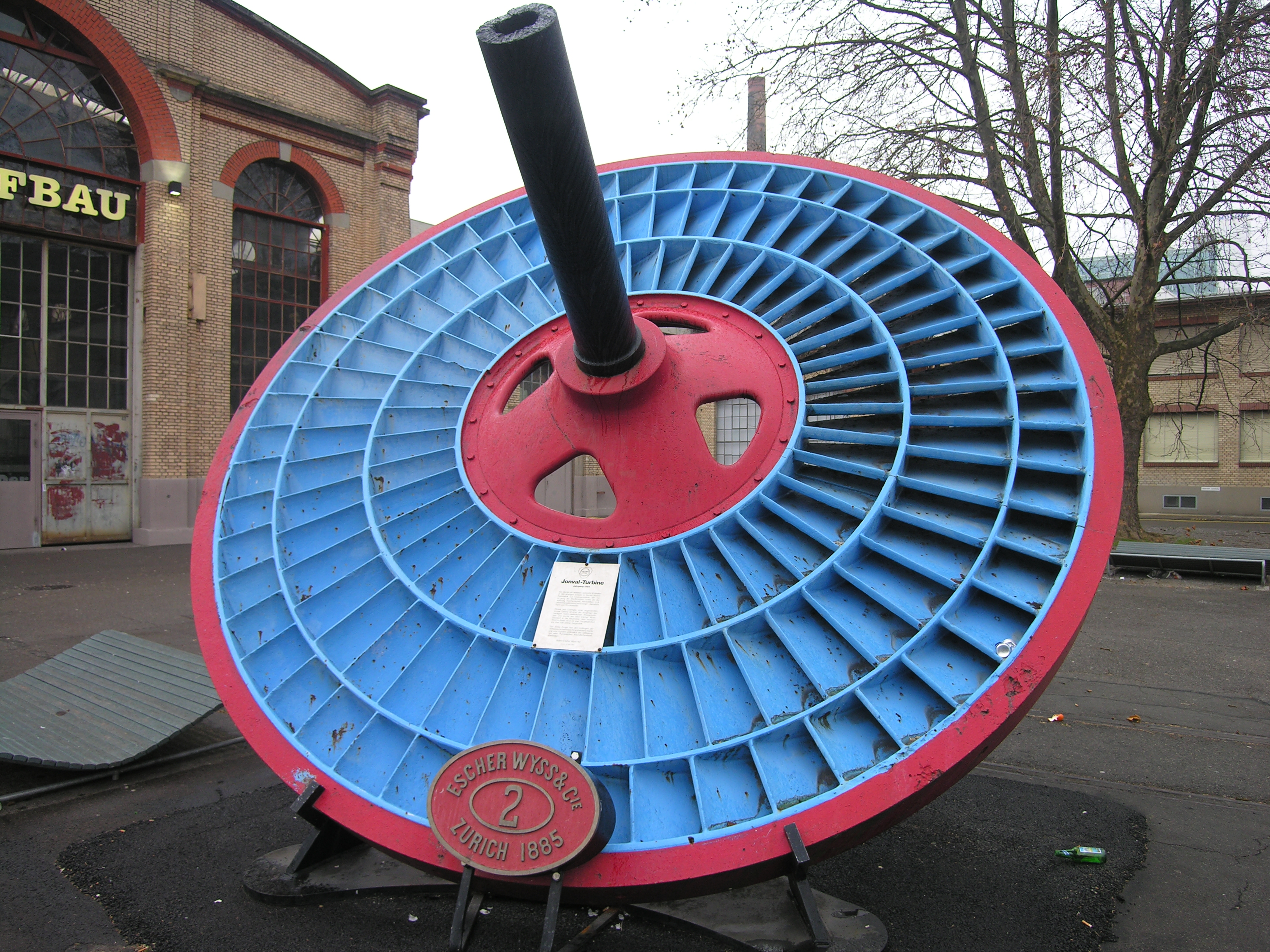
Läuferrad einer Jonval-Turbine Baujahr 1885 vor dem Schiffbau in Zürich. Die Turbine war 100 Jahre lang in der Usine des Forces Motrices im Einsatz.

Die Jonval-Turbine, auch Henschel-Jonval-Turbine, ist eine im Jahr 1837 von dem deutschen Ingenieur Carl Anton Henschel entwickelte und 1843 in Frankreich vom Ingenieur Nicolas J. Jonval patentierte Wasserturbine.

## Wirkungsprinzip
Die Jonval-Turbine ist eine Überdruckturbine. Das Wasser durchströmt die Turbine von oben nach unten, wobei die fest über dem Laufrad angeordneten gekrümmten Leitschaufeln das Wasser seitlich umlenken, so dass es auf die gegenläufig gekrümmten Schaufeln des Laufrades trifft. Die wichtigste Neuerung war das unterhalb der Turbine angeordnete Saugrohr, das als Diffusor wirkt. Durch diese Anordnung ließ sich erstmals die gesamte Fallhöhe nutzen, auch wenn die Turbine über dem Unterwasserspiegel angeordnet war. Die Regelung der Turbine erfolgt über das Abdecken der Leitschaufeln, so dass das Laufrad nur teilweise beaufschlagt wird.

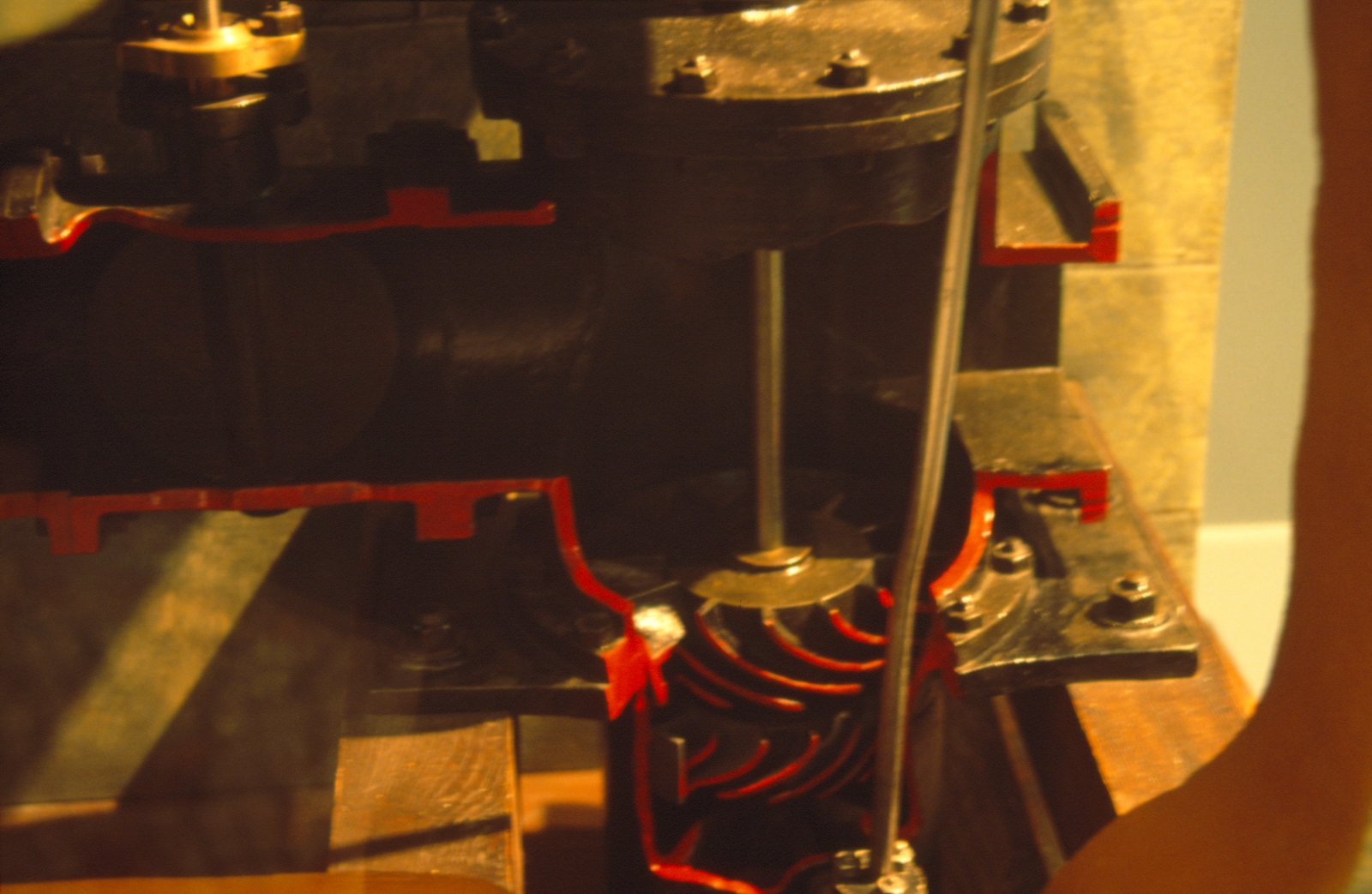
Schnittmodell einer Henschel-Jonval Turbine. Deutlich zu erkennen sind die feststehenden Leitschaufeln und das darunter befindliche Laufrad.

## Geschichte
Die beschriebene Turbine wurde 1837 von Henschel erfunden, wobei ihm in Hessen ein Patent auf die Konstruktion verweigert wurde. Trotzdem begann der Bau des neuen Wassermotors, der im Jahr 1840 in der Hessischen Steinschleiferei in Holzminden zum Einsatz gelangte. Eine weitere gleiche Turbine baute Henschel 1841 für einen Steinbearbeitungsbetrieb in Braunschweig. Die dort installierte Anlage wurde vom Franzosen Nicolas J. Jonval nachgebaut und in Frankreich patentiert. Die Turbine wird deshalb meist nach dem Franzosen als Jonval-Turbine bezeichnet; in Deutschland ist aber auch die Bezeichnung Henschel-Jonval-Turbine verbreitet, welche den tatsächlichen Erfinder der Bauart nennt.
Die Horizontalrad-Wassermühle ist ein technischer Vorläufer der Turbine. Ihr Wirkungsprinzip gleicht dem der Henschel-Jonval-Turbine; sie ist sehr alt und wird (bei Restaurierungen) aus Holz gebaut.
Jonval-Turbinen spielten eine wichtige Rolle in der Industrialisierung an Orten, an denen sich die Wasserkraft nutzen ließ. Sie stellten gegenüber Wasserrädern eine deutlich größere Leistung zur Verfügung, wobei die mechanische Energie mit Transmissionen und ähnlichem zum direkten Antrieb der Maschinen genutzt wurde.

## Anwendungen
Beispiele von Anwendungen der Jonval-Turbine:

### Usine des Forces Motrices, Genf
Die 1886 in Genf fertiggestellte Anlage produzierte keinen Strom, sondern speiste Wasser in ein Leitungssystem mit 13,7 bar Betriebsdruck. Dieses Druckwassernetz lieferte mechanische Energie an die Industrie- und Handwerksbetriebe, die mittels Wassermotoren und Faesch-Piccard-Turbinen die Energie dem Druckwassernetz wieder entnehmen konnten und sie zum Antrieb von Transmissionen und Generatoren nutzten. Jede der 18 installierten Jonval-Turbinen trieb zwei Kolbenpumpen an. Die Anlage mit 6000 PS installierter Leistung war damals eine der größten in Europa. Die im System nicht benötigte Energie wurde über den Jet d’eau abgelassen.

### Fairmount Water Works, Philadelphia

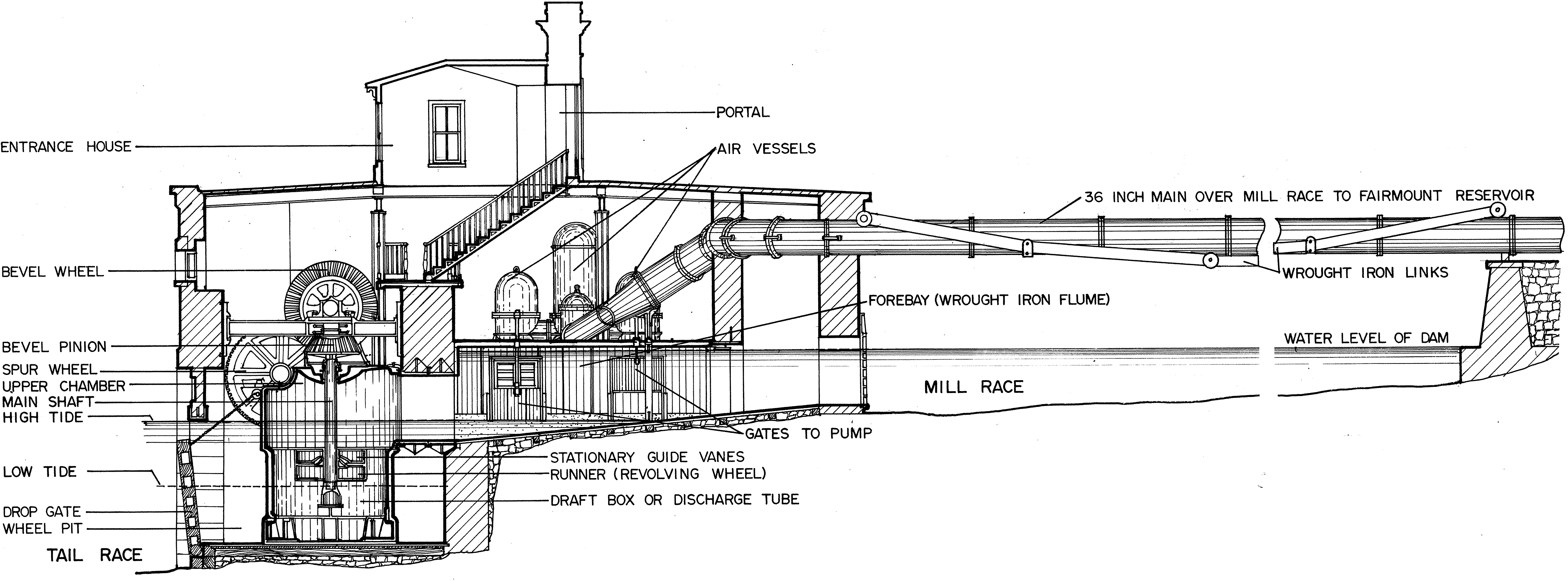
Schnitt durch die Fairmount Water Works mit den Pumpenanlagen

Das Wasserwerk in Philadelphia nutzte drei Jonval-Turbinen zum Antrieb der sechs Kolbenpumpen, welche das Reservoir einer der ältesten städtischen Wasserversorgungen Nordamerikas mit Wasser aus dem Schuylkill River füllten.

### Kraftwerk Höngg, Zürich

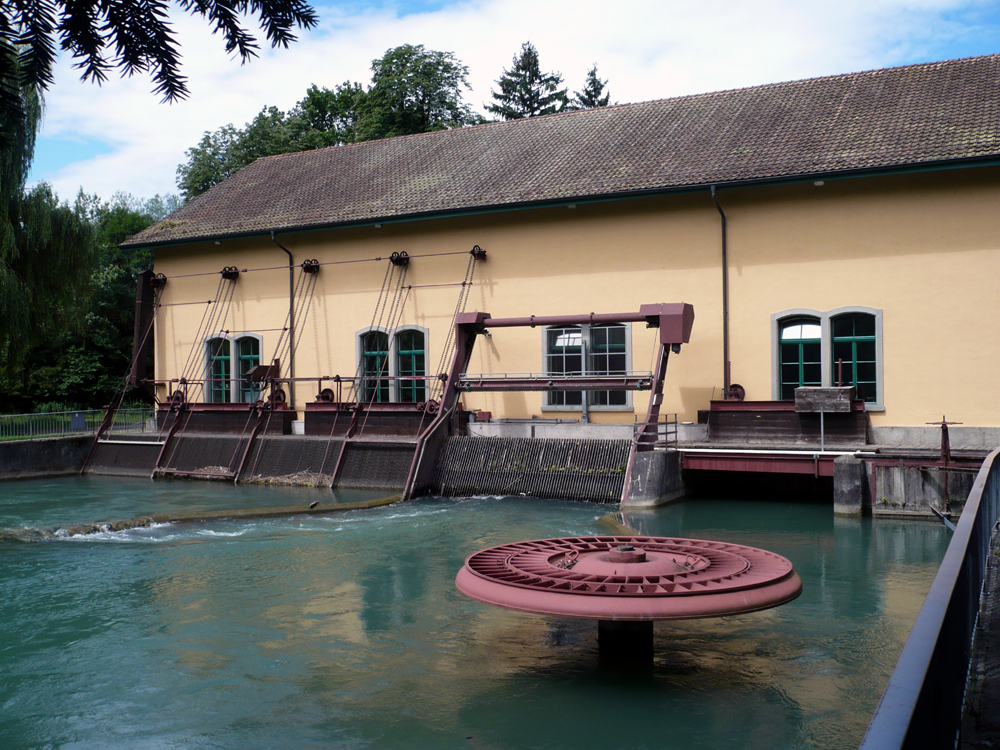
Das Laufrad einer ausgebauten Jonval-Turbine vor dem Flusskraftwerk Höngg

Eine über hundertjährige Jonval-Turbine befindet sich im Zürcher Flusskraftwerk Höngg. Sie diente dem ehemaligen Kraftwerk Waser von 1898 bis 1978 mit einer Leistung von 200 kW. Das Kraftwerk wird teilweise als Museum genutzt, in dem die historischen Turbinen (auch eine Francis-Turbine) zu Demonstrationszwecken in Betrieb gesetzt werden können.

### Kraftwerk Mühlenplatz, Luzern
1889 wurden drei von der Bell Maschinenfabrik in Kriens hergestellte Jonval-Turbinen in Luzern in Betrieb genommen, welche die Transmissionen eines Gewerbehauses am Mühlenplatz antrieben. 1926 wurden die Transmissionen stillgelegt und die Turbinen für den Antrieb eines Generators genutzt. Die Anlage stand bis 1977 in Betrieb.

### Wasserwerk am Hochablass, Augsburg
Von 1878 bis 1910 wurden drei Jonval-Turbinen zum Antrieb von drei Kolbenpumpen zur Trinkwasserversorgung im Augsburger Stadtgebiet verwendet. Erbaut wurde die Anlage am Hochablass; ab 1910 wurde sie mit Francis- und Kaplan-Turbinen modernisiert. Nach weiteren Modernisierungen war sie bis 2007 als Wasserwerk in Betrieb und dient seitdem als Wasserkraftwerk. Jonval-Turbinen waren auch mit dem Beginn der Industrialisierung in vielen Augsburger Industrie- und Handwerksbetrieben wie der Pfladermühle im Einsatz. Später wurden auch dort die Jonval-Turbinen durch andere Turbinen ersetzt und verdrängt.

### Elektricitäts-Werke Reichenhall
Ab dem 15. Mai 1890 betrieb der Reichenhaller Holzstoff-Fabrikant Konrad Fischer die mit Wasserkraft betriebenen Elektricitäts-Werke Reichenhall. Das Wasser aus dem Kirchberger Mühlbach trieb eine Jonval-Turbine mit einem Durchmesser von drei Metern an; die Turbinenanlage wurde durch die Maschinenbau e. G. Landes München installiert. Über ein Vorgelege mit zwei konischen Rädern und einem Riemenantrieb übertrug die Turbine die Wasserkraft mit 600 min−1 auf einen Wechselstromgenerator der Maschinenfabrik Oerlikon in Zürich, der 2000 Volt Spannung und maximal dreißig Ampere entwickelte. Zum Zeitpunkt der Inbetriebnahme war das Werk in der Lage, 1200 Glühlampen in Reichenhall, Karlstein und Kirchberg zu versorgen.